# 제69회 NHK 홍백가합전
《제69회 NHK 홍백가합전》(일본어: 第69回NHK紅白歌合戦, だいろくじゅうくかいエヌエイチケイこうはくうたがっせん 다이로쿠주쿠카이에누에이치케이코하쿠우타갓센[*])는 2018년 12월 31일에 방송하는 통산 69회째인 NHK 홍백가합전이다.

## 사회자
- 우치무라 테루요시: 일본의 남성 코미디언이자 배우, 영화 감독
- 쿠와코 마호: NHK 아나운서
- 홍팀:히로세 스즈: 일본의 패션 모델 겸 배우
- 백팀:사쿠라이 쇼: 일본의 가수 겸 배우, 일본 아이돌 그룹 아라시의 메인래퍼 및 서브보컬

## 게스트 심사원
- 아베 사다오 (배우): 2019년 NHK 대하드라마 『이다텐~도쿄 올림픽 이야기~』의 주인공 다바타 마사지 역.
- 안도 사쿠라 (배우): 2018년 하반기 연속 TV 소설 『만복』의 히로인 이마이 후쿠코 역.
- 이케에 리카코 (수영선수): 2018년 아시안 게임에서 일본 선수로서 최초로 한 대회 6관왕을 달성하고 MVP가 되었다.
- 고다이라 나오 (스피드 스케이팅 선수): 2018년 동계 올림픽 스피드스케이팅 500m에서 올림픽 신기록을 갱신하였고 금메달을 수상.
- 사토 타케루 (배우): 2018년 상반기 연속 TV 소설 『절반, 푸르다.』에서 하기오 리츠 역.
- 데가와 테츠로 (코미디언): 2019년 1월 5일 『메가 실험 버라이어티~멋져 데가와 군!』에 출연.
- 나가노 메이 (배우): 『절반, 푸르다.』의 히로인 니레노 스즈메 역.
- 나카무라 칸쿠로 (가부키 배우): 『이다텐~도쿄 올림픽 이야기~』의 주인공 가나구리 시조 역.
- 나츠이 이츠키 (하이쿠 시인·에세이스트·데즈카야마가쿠인 대학 객원교수): NHK 교육 TV 『NHK 하이쿠』, 『하이쿠 왕국이 간다』에 출연.
- 노무라 만사이 (교겐시·배우): 2020년 하계 올림픽·2020년 하계 패럴림픽의 개막식·폐막식의 최고 크리에이티브 디렉터.
- 하세베 마코토 (축구선수): 일본 축구 대표팀의 주장으로서 팀을 견인하고, 2018년 FIFA 월드컵을 끝으로 대표팀 은퇴.

## 출장 가수
진한 글씨는 첫 출장을 나타냄.

괄호 안의 숫자는 출장횟수를 나타냄.

### 1부
- 아카구미(紅組) :
  - 사카모토 후유미 (30) 〈夜桜お七〉
  - Little Glee Monster (2) 〈世界はあなたに笑いかけている〉
  - 오카 미도리 (2) 〈鳰の湖〉
  - DAOKO (1) 〈우치아게하나비〉
  - 덴도 요시미 (23) 〈ソーラン祭り節2018〜どさんこver.〜〉
  - 아이묭 (1) 〈マリーゴールド〉
  - 미즈모리 카오리 (16) 〈水に咲く花・支笏湖へ〜イリュージョンスペシャル〜〉
  - YOSHIKI feat. 세라 브라이트먼 (1) 〈Miracle〉
  - 시마즈 아야 (5) 〈時代〉

- 시로구미(白組) :
  - 三代目 J Soul Brothers (7) 〈R.Y.U.S.E.I.〉
  - 고 히로미 (31) 〈GOLDFINGER'99〜GO！GO！2018〜〉
  - 야마우치 케이스케 (4) 〈さらせ冬の嵐〜刀剣男士コラボスペシャル〜〉
  - Hey! Say! JUMP (2) 〈Ultra Music Power〜Hey! Say! 紅白スペシャルver.〜〉
  - Suchmos (1) 〈VOLT-AGE〉
  - 준레츠 (1) 〈プロポーズ〉
  - Sexy Zone (6) 〈からくりだらけのテンダネス〜2018紅白ver.〜〉
  - YOSHIKI feat. hyde (1) 〈Red Swan〉
  - 이츠키 히로시 (48) 〈VIVA・LA・VIDA！〜生きてるっていいね！〜〉

### 2부
- 아카구미(紅組) :
  - 이키모노가카리 (10) 〈じょいふる〉
  - AKB48 (11) 〈恋するフォーチュンクッキー〉
  - Perfume (11) 〈Future Pop 紅白SP〉
  - 케야키자카46 (3) 〈ガラスを割れ！〉
  - 니시노 카나 (9) 〈トリセツ〉
  - 노기자카46 (4) 〈帰り道は遠回りしたくなる〉
  - 트와이스 (2) 〈紅白メドレー2018〉
  - Superfly (3) 〈Gifts〉
  - aiko (13) 〈カブトムシ〉
  - 마츠다 세이코 (22) 〈SEIKO DREAM MEDLEY 2018〉
  - 시이나 링고 (6) X 미야모토 히로지 (1) 〈獣ゆく細道〉
  - 마츠토야 유미 (3) 〈私が好きなユーミンのうた〜紅白スペシャル〜〉
  - MISIA (3) 〈アイのカタチ 2018〉
  - 이시카와 사유리 (41) 〈天城越え〉

- 시로구미(白組) :
  - DA PUMP (6) 〈U.S.A.〉
  - 후쿠야마 마사하루 (11) 〈2018スペシャルメドレー〉
  - King & Prince (1) 〈シンデレラガール〉
  - 칸쟈니∞ (7) 〈ここに〉
  - 미야마 히로시 (4) 〈いごっそ魂〜けん玉世界記録への道、再び〜〉
  - SEKAI NO OWARI (5) 〈サザンカ〉
  - EXILE (12) 〈EXILE紅白スペシャル2018〉
  - 미우라 다이치 (2) 〈Be Myself〜紅白スペシャル〜〉
  - 히카와 키요시 (19) 〈勝敗の花道〜世界に響く和太鼓SP〜〉
  - 시이나 링고 (6) X 미야모토 히로지 (1) 〈獣ゆく細道〉
  - 호시노 겐 (4) 〈アイデア〉
  - 요네즈 켄시 (1) 〈Lemon〉
  - 유즈 (9) 〈うたエール〉
  - 아라시 (10) 〈嵐×紅白スペシャルメドレー〉